# Prepona antimache
Prepona antimache är en fjärilsart som beskrevs av Jacob Hübner 1819. Prepona antimache ingår i släktet Prepona och familjen praktfjärilar. Inga underarter finns listade i Catalogue of Life.